# Camp du Peu-Buy
La camp du Peu-Buy est un site archéologique situé à Châteauponsac, en France.

## Localisation
Le camp est situé dans le département français de la Haute-Vienne, sur la commune de Châteauponsac, près du hameau du Peu-Buy (ou Peubuy).

## Historique
Le camp est inscrit au titre des monuments historiques le 12 septembre 1979.